# Jornal da República

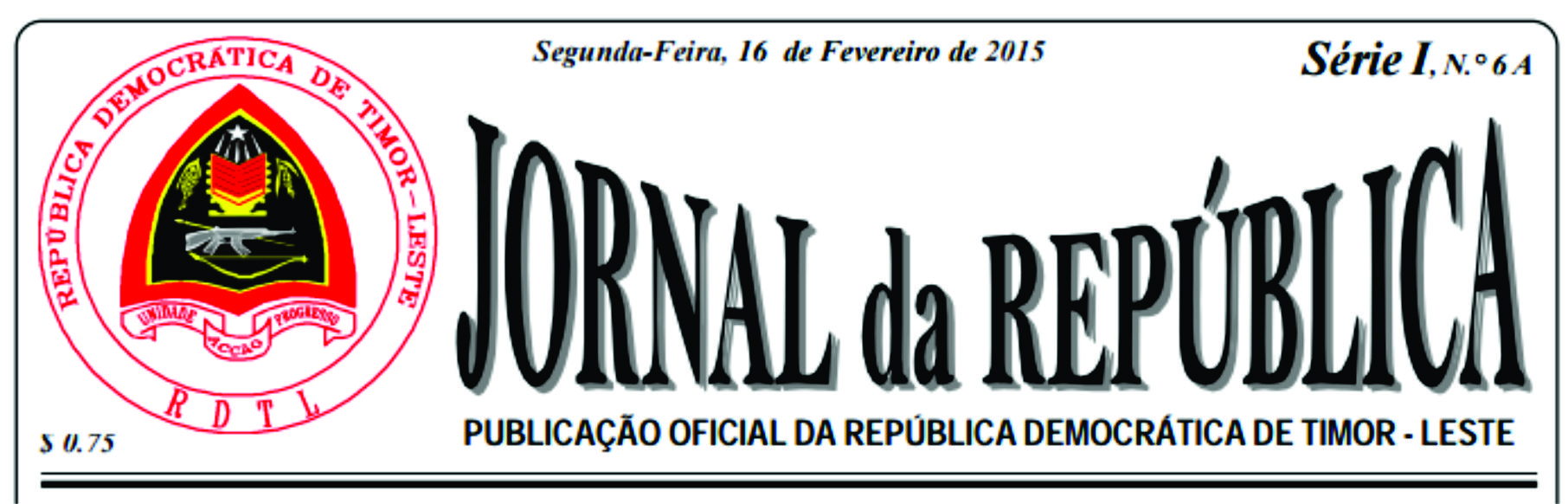
Kopfzeile des Jornal da República

Das Jornal da República (deutsch Journal der Republik) ist das nationale amtliche Mitteilungsblatt Osttimors. In ihm werden Gesetze, Verordnungen und öffentliche Bekanntmachungen der staatlichen Organe veröffentlicht. Das Jornal da República wird seit 2002, dem Jahr der Unabhängigkeit des Landes nach der UN-Verwaltung herausgegeben. Veröffentlicht wird in den beiden Amtssprachen Portugiesisch und Tetum. Die portugiesischen Sprachversionen sind auch über das Internet abrufbar.